# シボネイ (曲)
名曲「シボネイ」（Siboney）は、ラテン音楽の名曲。

## 概要
キューバの作曲家のエルネスト・レクオーナ（Ernesto Lecuona）の1929年発表の曲。
レクオーナ自身により、スペイン語の歌詞がつけられている。
日本では、1934年リリースの川畑文子のレコード「思い出のハヴァナ」があり、シボネイの一部に日本語の歌詞がつけられて歌われた。
認知度が高い曲である。歌詞なしの演奏も結構聴かれる。YouTubeでも、いろいろな演奏が聴ける。

## カヴァー
歌
- トリオ・ロス・パンチョス　Trío Los Panchos
- コニー・フランシス Connie Francis
- プラシド・ドミンゴ　Placido Domingo
- ナナ・ムスクーリ　Nana Mouskouri
- 川畑文子

インストゥルメンタル
- ザビア・クガート楽団　Xavier Cugat y su Orquesta
- ペレス・プラード楽団　Pérez Prado y su Orquesta